# وینابو (کارولینای شمالی)
وینابو (به انگلیسی: Winnabow) یک منطقهٔ مسکونی در ایالات متحده آمریکا است که در کارولینای شمالی واقع شده‌است. وینابو ۷٫۹۲ متر بالاتر از سطح دریا واقع شده‌است.